# Franqueville-Saint-Pierre
 Franqueville-Saint-Pierre  es una población y comuna francesa, en la región de Alta Normandía, departamento de Sena Marítimo, en el distrito de Rouen y cantón de Boos.

## Demografía
| 1209 | 1888 | 2320 | 3551 | 4230 | 5099 |
| Para los censos de 1962 a 1999 la población legal corresponde a la población sin duplicidades (Fuente: INSEE [Consultar]) |      |      |      |      |      |